# ОШ Радоје Домановић Манојловце
ОШ „Радоје Домановић” у Манојловцу, једна је од установа основног образовања на територији града Лесковца, почела са радом после ослобођења од Турака, 1878. године.
Према предању, након ослобођења ових крајева од Турака, 1878. године, поред велике неписмености становништва, у наслеђу народа остала је једна приземна зграда, која је била на месту данашње зграде школе. Зграда је садржала две велике просторије и, по свој прилици, прво је била кафана, а и бакалница, јер је између просторија имала отвор (шубер) и била власништво извесног Грка Наума који је, одмах након ослобођења од Турака, продао зграду и напустио село. У овој згради је тада почела да ради четвороразредна основна школа. Школу су похађали мештани Манојловца, али и околних села, попут Кумарева, Мале и Велике Биљанице, Горње и Доње Слатине и Навалина.
Школа је дуго била неподељена - имала је само једно одељење и то је трајало све до Другог светског рата, када је отворено и друго одељење, а број ђака који су похађали ову школу износио је око 80. Током Другог светског рата дешавало се често да четници навраћају у село, прикупљају жито, живину, маст и остало и тим својим акцијама прекидају рад школе. Априла 1944. године они су школу претворили у своју спаваону, па је настава до краја те школске године била пребачена у приватној кући Илије Коцића у Малој Биљаници.
Крајем 1946. године одлучено је да школа, почев од школске 1947/48, сукцесивно порасте у прогимназију, јер је уведено обавезно седмогодишње школовање. Манојловце је требало да буде централна школа која би обухватала целу околину поред Јужне Мораве. У то време је дошло до идеје да се покрене акција око подизања нове школске зграде, па је априла 1947. године започето са изградњом новог објекта на истом месту на коме се налазила и стара зграда школе. Изградња је била завршена исте године, а школа је свечано отворена 12. јануара 1948. године.